# ريمون وولف
ريمون وولف (بالإنجليزية: Raymond Wolf)‏ هو لاعب كرة قدم أمريكية ومدرب رياضي أمريكي، ولد في 5 يوليو 1904 في شيكاغو في الولايات المتحدة، وتوفي في 6 أكتوبر 1979 في فورت وورث في الولايات المتحدة.

## وصلات خارجية
- ريمون وولف على موقعبيزبول رفرنس.كوم (الدوري الرئيسي) (الإنجليزية)